# Paul Scharner
Paul Josef Herbert Scharner (Scheibbs, 11 de março de 1980) é um futebolista austríaco que atualmente joga no West Bromwich.

## Títulos
Austria Wien
- Campeonato Austríaco: 2002-03
- Campeonato Austríaco: 2002-03
- Supercopa da Áustria: 2003

 SK Brann
- Copa da Noruega: 2004

 Wigan
- Copa da Inglaterra: 2012-13